# Göran Persson
Pour les articles homonymes, voir Persson.
Hans Göran Persson, né le 20 janvier 1949 à Vingåker en Suède, est un homme d'État suédois, Premier ministre de Suède de 1996 à 2006.
Il a également dirigé le Parti social-démocrate suédois des travailleurs du 22 mars 1996 au 18 mars 2007. Depuis 2019 il est le président du conseil d'administration de la banque Swedbank.

## Biographie

### Enfance et formation
Il est né à Vingaker dans le Södermanland à 180 km au sud-ouest de Stockholm, dans une famille ouvrière.
Il fit des études de science sociale à l'Université d'Örebro. En février 2005 il reçut la distinction honorifique de docteur en médecine, l'Université d'Örebro ayant reçu le statut officiel d'université ; cette récompense déclencha une petite controverse.
Très croyant depuis sa jeunesse, il est aujourd'hui membre de l'Association suédoise des Chrétiens sociaux-démocrates.

### Carrière politique

#### Premiers pas
Au début des années 1970, il milite au sein de la Section des jeunes des sociaux démocrates suédois.
Il se voit confier diverses missions au sein de la petite ville de Katrineholm et obtient son premier mandat de député au Riksdag en 1979. Après cinq ans de députation il redevient conseiller municipal à Katrineholm.

#### Entrée au gouvernement
Après quelques années de politique locale, il revient à Stockholm pour devenir en 1989 ministre de l'éducation et des sciences au sein du gouvernement d'Ingvar Carlsson. De 1989 à 1991, il s'occupe des questions liées à l'enseignement public et secondaire. À ce poste, il est à l'origine du projet de municipalisation de l’école, votée en 1989, qui met fin au service public unifié : l’allocation des moyens budgétaires et la tutelle de gestion des établissements ne relèvent plus de l’État, mais des 290 communes. Malgré un mouvement de grève, les professeurs perdent leur statut de salariés d’État et deviennent des employés communaux, tandis que les établissements scolaires acquièrent un rôle-clé dans leur recrutement.
Il est ensuite nommé au poste important de ministre des finances par Carlsson en 1994, après la nouvelle victoire de son parti au détriment du gouvernement libéral sortant de Carl Bildt. Sa mission principale est de stabiliser le budget, il prône la rigueur budgétaire nécessaire à l'entrée dans l'Union européenne.

#### Chef du parti social démocrate et ministre d'État
En 1996, il est élu président du Parti Social-démocrate au détriment de  Mona Sahlin et termine donc le mandat d'Ingvar Carlsson au poste de ministre d'État jusqu'en 1998. Il est reconduit au poste de chef du gouvernement après la victoire de son parti en 1998 en coalition avec les écologistes et les ex-communistes. Son premier mandat est marqué par un excédent budgétaire, par une économie forte, ainsi qu'une baisse du chômage.
Il est de nouveau reconduit à son poste en 2002, et dirige un gouvernement minoritaire composé de ses mêmes alliés.
Il est à la tête d'un pays dont la réussite sociale et la bonne santé économique est louée. Cependant la fin de son deuxième mandat est plus difficile, en effet de nombreux partisans regrettent le fait que le taux de chômage ne soit pas repassé sous les 6 %. La gestion lente du tsunami de décembre 2004, qui a fait 543 victimes suédoises, est aussi décriée et sa cote de popularité en a un peu souffert. Alors qu'il ne désirait pas vraiment se représenter, il est tête de liste de son parti lors des élections de 2006, ne trouvant pas de successeurs après la mort de sa ministre des Affaires étrangères Anna Lindh, assassinée le 11 septembre 2003.
Lors des élections législatives du 17 septembre 2006, la majorité de gauche sortante qu'il dirige ne remporte que 46,2 % des suffrages (dont 35,2 % pour le parti social-démocrate) contre 48,1 % pour la coalition de droite dominée par les Modérés de Fredrik Reinfeldt. Göran Persson quitte donc la tête du gouvernement. Il annonce son départ de la direction du parti social-démocrate et est remplacé par Mona Sahlin à l'occasion du congrès extraordinaire qui a lieu à Stockholm les 17 et 18 mars 2007.

### Vie privée
Il s'est marié une première fois avec Gunnel Claesson en 1978 avec qui il a deux filles. Ils divorcent en 1995. Il se remarie le 10 mars 1995 avec Annika Barthine, ils divorcent en décembre 2002. Le 6 décembre 2003 il se marie avec Anitra Steen alors directrice du Systembolaget, le monopole suédois des ventes alcoolisées.

## Distinctions
- Ordre de la Croix de Terra Mariana de première classe